# Monastero di Comana
Il monastero di Comana è un monastero ortodosso rumeno situato a Comana, nel Distretto di Giurgiu.
L'originale monastero di Comana fu fondato e costruito nel 1461 da Vlad Țepeș come un monastero-fortezza. Essendo poi caduto in rovina, venne completamente demolito e ricostruito nel 1589 da Radu Șerban, futuro principe di Valacchia. Misurante 61 m x 56 m, il nuovo monastero è stato fortificato con mura difensive e cinque torri. È stato restaurato tra il 1699 e il 1703 da Serban Cantacuzino e poi nuovamente nei secoli diciottesimo e diciannovesimo.
Nel 1861 le fondamenta del monastero originario costruito da Vlad Țepeș furono riscoperte da Ioan Brezoianu. Nel 1960 il villaggio separato di Vlad Țepeș era stato stabilito 5 chilometri (circa 3 miglia) a sud-ovest di Comana.
Durante i lavori archeologici eseguiti nel 1970, si credette che il corpo senza testa di Vlad Țepeș fosse stato localizzato nei sotterranei dell'attuale monastero.